# Église Saint-Zénon de Reggio d'Émilie
L'église Saint-Zénon  (en italien, Chiesa di San Zenone) est une église catholique sise dans le centre historique de Reggio d'Émilie en Italie. Elle est dédiée à saint Zénon et dépend du diocèse de Reggio d'Émilie-Guastalla.

## Histoire
L'église est mentionnée par écrit en 1302. Elle est entièrement reconstruite en 1763 par Gian Battista Cattani dans le style baroque ; mais la façade et le campanile sont refaits en 1929.

## Description
L'intérieur est décoré de fresques de Mastellari datant de 1886. L'église compte quatre autels latéraux, le premier à droite montre une Sainte Ursule de Lorenzo Franchi, le deuxième une Crucifixion, peinte par un auteur inconnu, mais semblable au style de Guido Reni.

## liens externes
- (it) Annuaire diocésain